# Adolf Bonifacy Bniński
Adolf Bonifacy Bniński herbu Łodzia (ur. 2 lutego 1815 w Biezdrowo, zm. 5 kwietnia 1880 w Poznaniu) – hrabia, ziemianin, właściciel Gułtów, inicjator utworzenia i pierwszy prezes komitetu Teatru Polskiego w Poznaniu.

## Życiorys
Urodził się w Biezdrowie koło Szamotuł jako drugie dziecko hrabiego pruskiego (potwierdzonego hrabią w Kongresówce) Floriana v. Florentyna Blińskiego i Joanny z domu Żółtowskiej h. Ogończyk 2 lutego 1815.  
Początkowo wykształcenie zdobywał w domu rodzinnym a następnie uczęszczał do gimnazjum u ojców Pijarów w Warszawie. Później kontynuował naukę w liceum na warszawskim Lesznie.  
W latach 1830–31, w wieku zaledwie 15 lat uczestniczył w powstaniu listopadowym w korpusie Ramorino, brał udział w bitwie pod Grochowem i pod Rogoźnicą. Dosłużył się stopnia porucznika w 2 pułku strzelców konnych i otrzymał złoty krzyż Virtuti Militari. W walkach powstańczych uczestniczył także jego brat Aleksander Florian (1814–1892). 
Około roku 1841 objął majątek w Gułtowach, w tym samym roku poślubił Eleonorę Węsierską. 
Był wnukiem Ignacego Ruperta Bnińskiego i dziadkiem Adolfa Rafała Bnińskiego.

## Działalność społeczna
W 1861 współtworzył Centralne Towarzystwo Gospodarcze dla Wielkiego Księstwa Poznańskiego. Jeden z prezesów Rady Nadzorczej Poznańskiego Bazaru.  Członek zarządu Towarzystwa Naukowej Pomocy dla Młodzieży Wielkiego Księstwa Poznańskiego.
Radca Ziemstwa Kredytowego w Poznaniu a także prezes Towarzystwa Rolniczego Poznańsko-Szamotulskiego. Dla życia społecznego i kulturalnego Poznania przysłużył się głównie jako jeden z inicjatorów oraz od 1848 prezes Komitetu Teatralnego, którego zadaniem było powołanie do życia Teatru Polskiego w Poznaniu.
Oprócz działalności społecznej rozwijał karierę polityczną będąc posłem na sejm prowincjonalny Wielkiego Księstwa Poznańskiego i od 1848 do Zjednoczonego Pruskiego Sejmu Stanowego.